# Le Drame du terminus
Le Drame du terminus (titre original : The Silent Passenger) est un film britannique réalisé par Reginald Denham, sorti en 1935.

## Synopsis
Maurice Windermere est un maître chanteur qui s'enfuit en France avec Mollie Ryder, une de ses victimes. Alors qu'il attend le train qui doit les conduire au ferry qui traverse la manche, il est assassiné par le mari d'une autre de ses victimes, le détective Henry Camberley. John Ryder, le mari de Mollie, jaloux de la retrouver, s'introduit dans la chambre de Windermere juste après que Camberley ait tué Windermere et l'ait caché dans une malle. Ryder agresse Camberley, qu'il prend pour Windermere et exige les billets que Windermere a achetés pour lui et Mollie, dans l'intention de surprendre sa femme en prenant la place de Windermere lors du voyage à l'étranger. Camberley place la malle contenant le corps de Windermere avec les autres bagages que Ryder prend obligeamment avec lui pour son voyage en France. Le corps de Windermere est découvert lorsque Ryder, utilisant les billets de Windermere, tente de passer la douane française. La police française suppose qu'il a assassiné son rival pour l'affection de sa femme et le renvoie en Angleterre par le ferry suivant. Heureusement pour Ryder, le détective amateur Lord Peter Wimsey, qui soupçonnait déjà Windermere de chantage, suit la piste jusqu'au bateau où il fait la connaissance de Mollie et John Ryder. 
De retour en Angleterre, Lord Peter entreprend de prouver l'innocence de son nouvel ami, en utilisant Ryder comme appât pour débusquer le véritable assassin et résoudre le meurtre.

## Fiche technique
- Titre original : The Silent Passenger
- Réalisation : Reginald Denham
- Scénario : Basil Mason d'après un roman de Dorothy L. Sayers
- Directeur de la photographie : Jan Stallich
- Production : Hugh Perceval
- Pays de production :  Royaume-Uni
- Film en noir et blanc
- Durée : 75 minutes
- Genre : Film policier
- Date de sortie :
  - Royaume-Uni juin 1935
  - Suède 4 novembre 1938

## Distribution
- Peter Haddon : Lord Peter Wimsey
- John Loder : John Ryder
- Lilian Oldland : Mollie Ryder
- Austin Trevor : Inspecteur Parker
- Donald Wolfit : Henry Camberley
- Leslie Perrins : Maurice Windermere
- Aubrey Mather : Bunter
- Robb Wilton : Porter
- Ralph Truman : Saunders